# Дремлюг, Юзеф
Анто́н И́горевич Дре́млюг (Ю́зеф Дре́млюг; 26 августа 1974, Ленинград, СССР) — российский католический деятель, религиовед, а также публицист.

## Биография
Родился 26 августа 1974 года в Ленинграде в неверующей семье.
В 1991 году принял католичество.
Окончил факультет социальных наук Российского государственного педагогического университета им. А. И. Герцена.
В 2000 году в Российском государственном педагогическом университете им. А. И. Герцена под научным руководством кандидата философских наук, профессора и заведующего кафедрой религиоведения РГПУ имени А. И. Герцена В. В. Аржанухина защитил диссертацию на соискание учёной степени кандидата философских наук по теме «Эволюция католицизма на Северо-Западе России» (Специальность 09.00.06 — философия религии). Официальные оппоненты — доктор философских наук, профессор Р. В. Светлов и кандидат философских наук, доцент В. Е. Фёдоров. Ведущая организация — Русский христианский гуманитарный институт.
Ведущий ряда авторских программ на Радио «Мария»: цикл передач «Прямая речь», посвященный актуальным проблемам современности, передачи по христианской апологетике, древним и современным ересям и м сектам («Свет Истины», «Энциклопедия заблуждений», «Щит веры»). В качестве эксперта выступал на других радиостанциях, как христианских, так и светских, в частности, в программе «Эксперт-клуб» на Радио России.
21 сентября 1993 года основал общество «Militia Dei», занимавшееся религиозно-просветительской деятельностью, критикой оккультизма и сектантства.
С 1995 года выступал перед старшими школьниками и студентами с лекциями о проблеме религиозного сектантства и способах профилактики вовлечения молодёжи в секты. С 2001 года выступал с лекциями по апологетике в католических приходах в Санкт-Петербурга, Великого Новгорода, Владимира, Иваново и Калуги.
В 2004 году читал лекции по философии религии в Институте Теологии, Философии, Культуры и Истории им. Орбелиани (Тбилиси), выступал в католических приходах Тбилиси и Кутаиси.
С 2006 года преподавал в Римско-католической высшей духовной семинарии «Мария — Царица Апостолов» в Санкт-Петербурге, с 2007 г. — также в Школе католического богословия и духовности (при семинарии).
В 2008 году отошёл от руководства обществом «Militia Dei» (преобразовано в Санкт-Петербургский католический информационно-просветительский центр «Militia Dei»), оставив за собой должность эксперта-консультанта.
В 2010 году уволился из Римско-католической высшей духовной семинарии «Мария — Царица Апостолов», Школы католического богословия и духовности, Санкт-Петербургского католического информационно-просветительского центра «Militia Dei», С 2010 года в жизни Римско-католической общины не участвует.

## Научные труды
- Дремлюг А. И. Из истории католического образования в Санкт-Петербурге // Религия, религиоведение, богословие в российском образовании. СПбГУПМ, 1997. С. 49—57.
- Дремлюг А. И. Современное положение Римско-католической общины Петербурга // Герценовские чтения 1997. Актуальные проблемы социальных наук. Факультет соц. наук РГПУ им. А.И. Герцена, СПб., 1998. С. 150—153.
- Дремлюг А. И. О католическом влиянии на Древней Руси // Герценовские чтения 1998. Актуальные проблемы социальных наук. Факультет соц. наук РГПУ им. А. И. Герцена, СПб., 1998. С. 239—241.

## Другие работы
- «Осторожно: секта! Конспект лекции для старшеклассников» СПб., 1999
- «Militia Dei» СПб., 2002
- «О нашем служении» СПб., 2005